# Wilhelm Stein (Pfarrer)

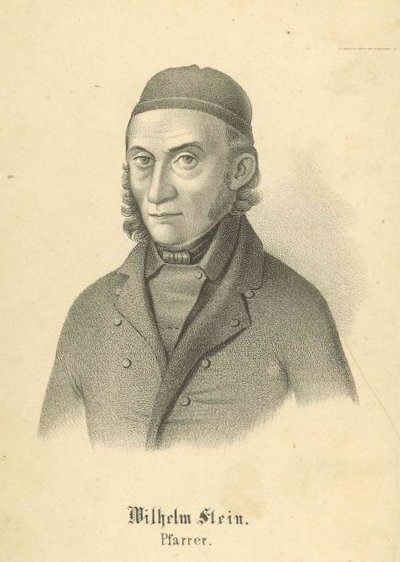
Wilhelm Stein, Frontispiz aus Predigten über die evangelischen Pericopen, 1850

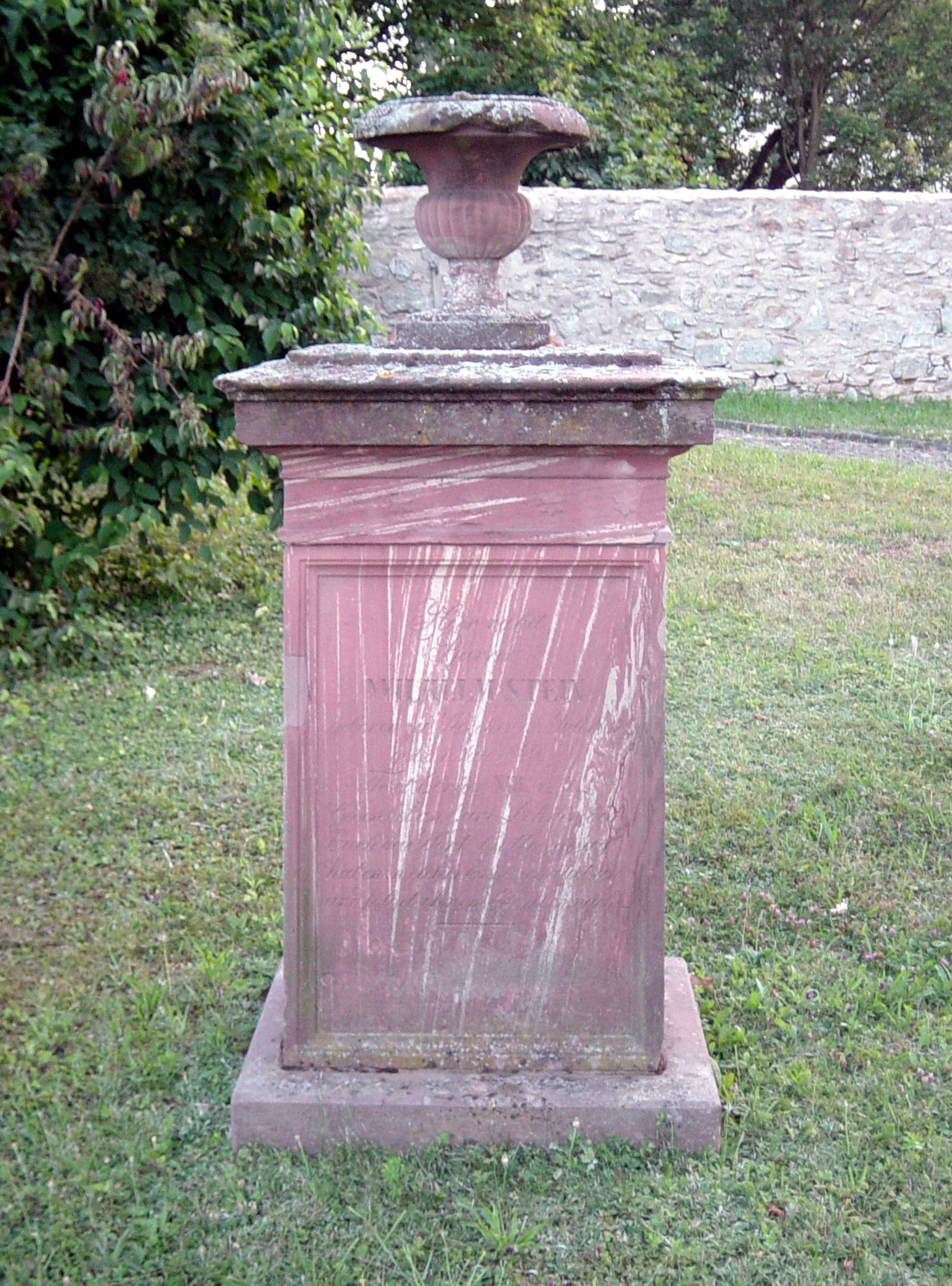
Grabstein von Wilhelm Stein auf dem Gelände der Niederkleener Kirche

Wilhelm Stein (* 8. Juli 1807 in Kirchen an der Sieg; † 1. Juli 1849 in Niederkleen) war ein deutscher evangelischer Pfarrer.

## Leben
Wilhelm Stein  entstammte der bedeutenden Unternehmerfamilie Stein aus Kirchen an der Sieg. Die Stein waren vornehmlich im Bergbau tätig. Wilhelms Vater Johann Ludwig Stein (1769–1826) war Bergmeister in den Bezirken Altenkirchen, Friedewald, Freusburg und Schönstein. In dieser Funktion übte er die staatliche Aufsicht über das gesamte Bergbau- und Hüttenwesen dieses Gebietes aus. Ludwig Stein heiratete Maria Dorothea Christina Jung (1773–1816) aus der Familie Jung, welche ebenfalls in Kirchen ansässig war und mit ihren Textilfabriken großen Anteil an der Frühindustrialisierung des Siegerlandes hatte.
Wilhelm Stein besuchte Gymnasien in Wetzlar, Bonn und Bad Kreuznach, schied jedoch schon mit der Sekunda aus.
1825 schiffte Wilhelm sich mit seinem Vater nach Mexiko ein, wo dieser mit mehreren anderen Familienangehörigen für die neugegründete Aktiengesellschaft Deutsch-Amerikanischer Bergwerksverein den großangelegten Abbau von Silber leiten sollte. Die wichtigste Person bei diesem Unternehmen war Wilhelms Onkel Friedrich Wilhelm Stein (1791–1870), der als Generalbevollmächtigter (oder Chefagent) des Unternehmens wirkte. Der Onkel war es auch, der den erst 19-jährigen Wilhelm unter seine Fittiche nahm, als schon im ersten Jahr nach der Ankunft der Vater Ludwig starb. Der junge Mann verblieb zunächst für drei Jahre in Mexiko und arbeitete für den Bergwerksverein unter anderem bei der Silberabscheidung („Zugutemachung“) und als Transportbegleitung des gewonnenen Reinerzes nach Mexiko-Stadt.
1829 brach Wilhelm Stein wieder nach Deutschland auf, weil er eine Ausbildung an der angesehenen Bergakademie in Freiberg aufnehmen wollte. Zum Abschied aus Mexiko trug sicher bei, dass der Onkel Wilhelm im selben Jahr beim Bergwerksverein ausgeschieden war. Zuhause angekommen musste der junge Wilhelm jedoch bald seine Pläne ändern, da sich „seine an und für sich schwache Brust“ durch eine Lungenentzündung weiter verschlechtert hatte. Möglicherweise war seine Lunge auch bereits in Mexiko bei dem damals gängigen Verfahren der Silberabscheidung mit Quecksilber und die dabei freiwerdenden giftigen Dämpfe geschädigt worden.

Auf Anraten von Verwandten studierte er nun evangelische Theologie, ab Herbst 1829 in Bonn, von Frühjahr bis Herbst 1831 in Halle, dann wieder in Bonn. 1833 und 1834 bestand er das erste und zweite theologische Examen. Auf Anstellung als Pfarrer bestand wegen der vielen Kandidaten keine Aussicht, weshalb er als Hauslehrer in Elberfeld arbeitete. Stein stand als Theologe der Theologie und dem Glauben anfangs eher gleichgültig gegenüber und spottete sogar über das „mystisch-pietistisch Wesen“ in Elberfeld. Nachdem er jedoch Schriften von Friedrich Schleiermacher und Wilhelm Leipoldt (Leiter der Barmer Missionsgesellschaft) gelesen hatte, wandte er sich vom Rationalismus zum Glauben. Stein bot seine Dienste der Barmer Missionsgesellschaft an, die ihn nach Nordamerika schicken wollte. Seine Verwandten versuchten ihn jedoch von dem Vorhaben abzubringen und suchten bei der Koblenzer Kirchenbehörde um eine Anstellung als Pfarrer an. 

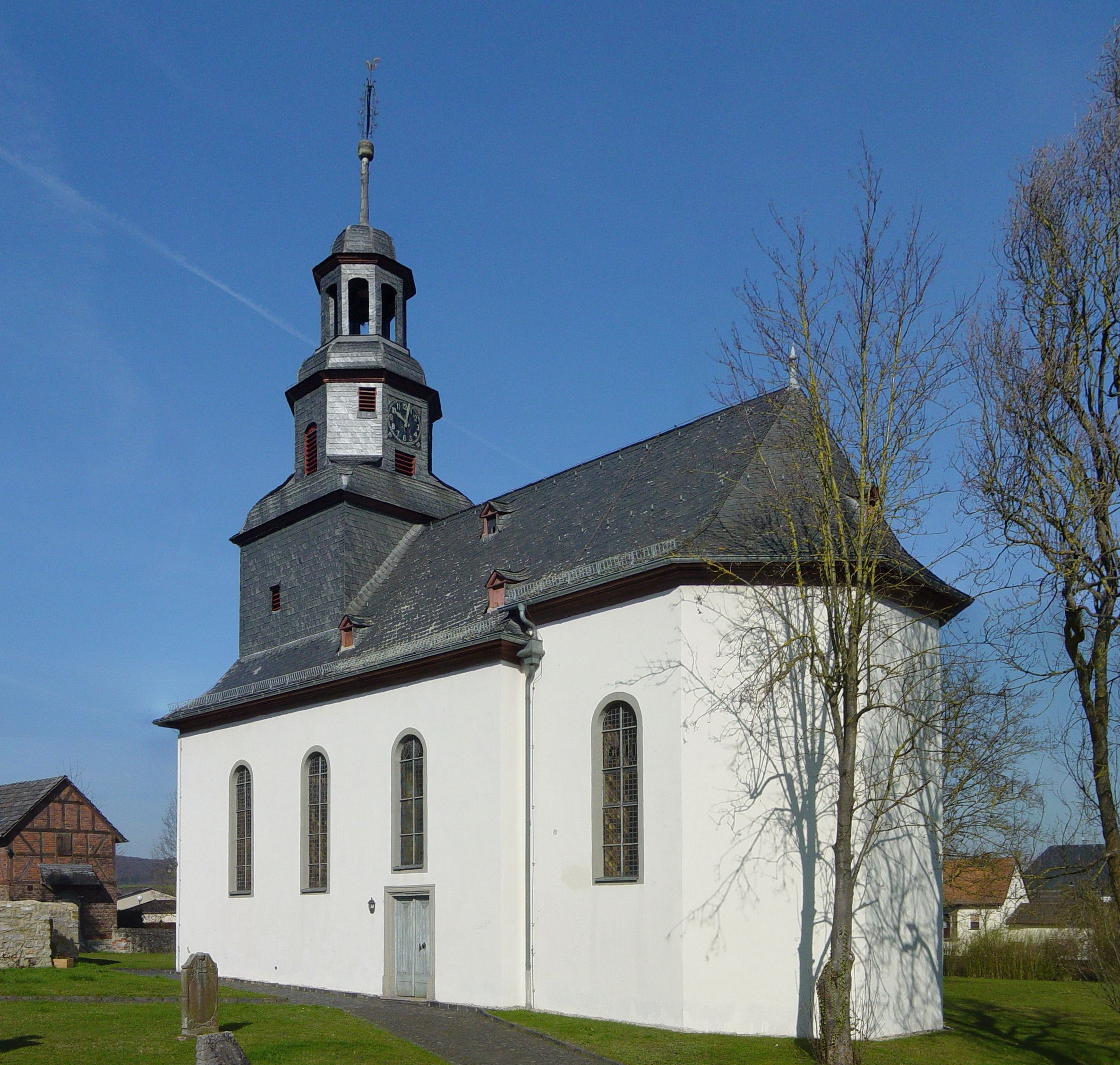
Ev. Kirche in Niederkleen, Südansicht

Die Kirchenbehörde bot eine Stelle in Niederkleen an, wo der alte Pfarrer in Ruhestand ging. Stein wurde am 10. August 1836 in der Evangelischen Kirche Niederkleen ordiniert. Stein beeindruckte die Gemeinde durch seine Entschiedenheit und ungekünstelte Einfachheit beim Predigen, nicht zuletzt da der alte Pfarrer durch langjährige Krankheit die Predigten jungen schnell wechselnden Vikaren ohne Erfahrung überlassen hatte. Steins Predigten übten eine hohe Anziehungskraft aus, sodass auch Gläubige aus nahen Dörfern kamen und die Kirche besonders im Sommer oft überfüllt war. Von Niederkleen aus ging eine Erweckungsbewegung ins umliegende Hüttenberger Land. Stein wurde in den benachbarten Dörfern jedoch auch als „krasser Zelot“, „finsterer Sittenprediger“, „Pietist“ und „Mystiker“ geschmäht. Durch Kasualreden, Schulunterricht und öffentliche Katechisationen wurde Steins Einfluss vermehrt spürbar. Kirchweihfeste und Leichenschmäuse wurden abgeschafft, Jugendtreffen in Spinnstuben kritisiert. Stein teilte sich mit seinem Vorgänger im Pfarramt, der das Pfarrhaus weiter bewohnte, bis zu dessen Tod 1842 die Pfarreinkünfte. Steins Schwester Friedericke führte ihrem Bruder den Haushalt. 1839 wollte ihm die Kirchenbehörde in Anerkennung seiner Leistung eine rentablere Stelle als Pfarrer zuteilen. Da er jedoch in der Gemeinde bleiben wollte, bat er stattdessen um eine finanzielle Zulage, die er auch erhielt. Mit 39 Jahren heiratete Stein 1846 trotz großen Altersunterschieds Margaretha von Schönberg, die, aus Nürnberg kommend, von Stein und seiner Schwester im Pfarrhaus erzogen worden war. Das Paar hatte zwei Kinder. Seit 1847 schwankte Steins Gesundheit, trotz wiederholter Kuraufenthalte in Bad Ems, so stark, dass er seine Pflichten nur noch eingeschränkt wahrnehmen konnte. Ende Juni 1849 erlitt er einen Blutsturz, von dem er sich nicht mehr erholte.